# Patriarcado armenio de Jerusalén

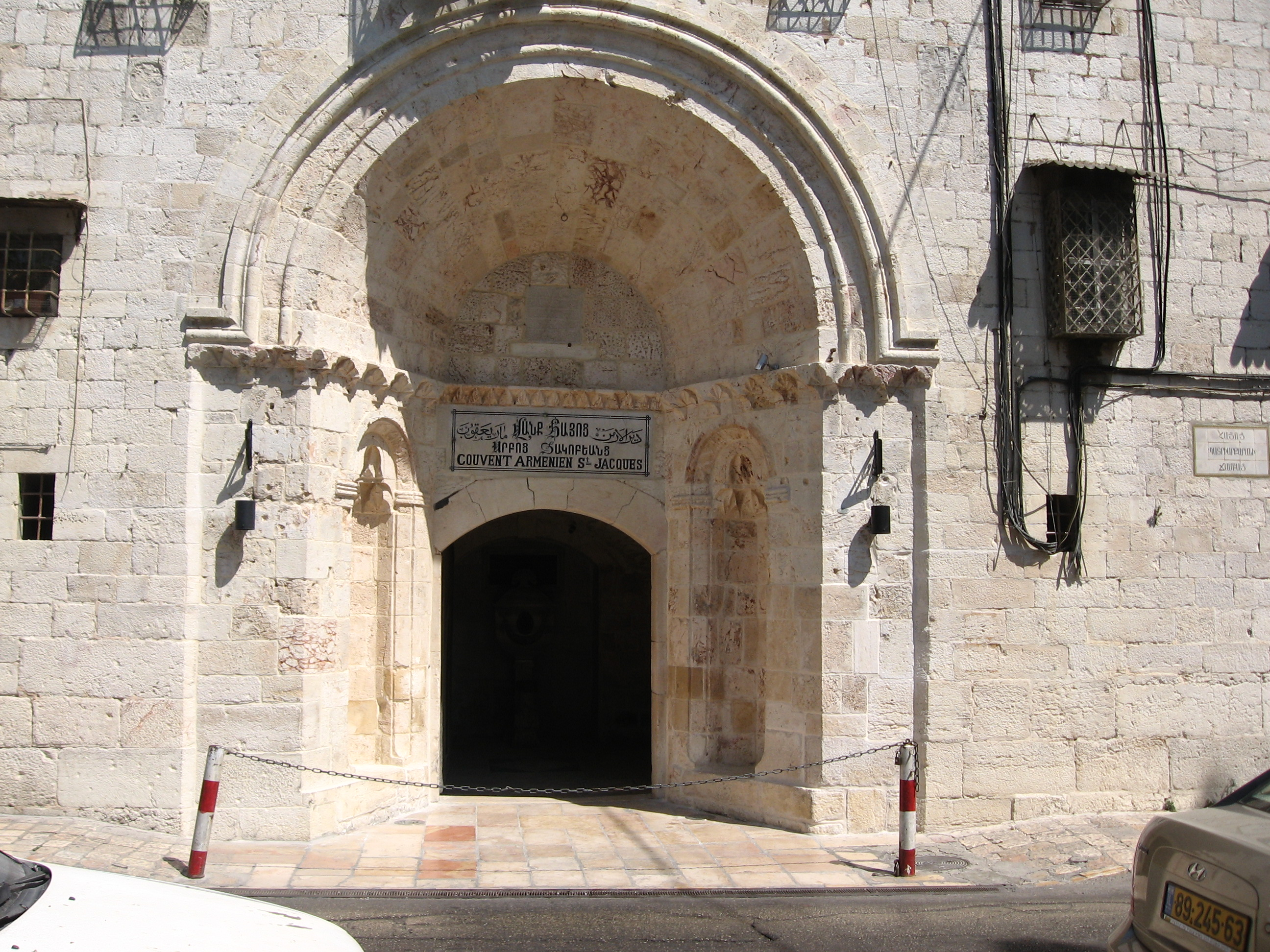
Puerta del monasterio de Santiago, en Jerusalén

El patriarcado armenio de Jerusalén o patriarcado armenio de Santiago Apóstol (en armenio: Առաքելական Աթոռ Սրբոց Յակովբեանց Յերուսաղեմ, romanizado: Arrak’elakan At’vorr Srbots’ Yakovbeants’ Yerusaghem, literalmente sede apostólica de Santiago en Jerusalén), es una sede patriarcal de la Iglesia apostólica armenia. Se trata de un patriarcado autónomo que reconoce la autoridad suprema del catolicós de todos los armenios. Desde el 24 de enero de 2013 el patriarca es Nurhan Manoogian, quien reside en el monasterio de Santiago, localizado en el barrio Armenio de Jerusalén y es uno de los custodios de los Santos Lugares.

## Territorio y organización

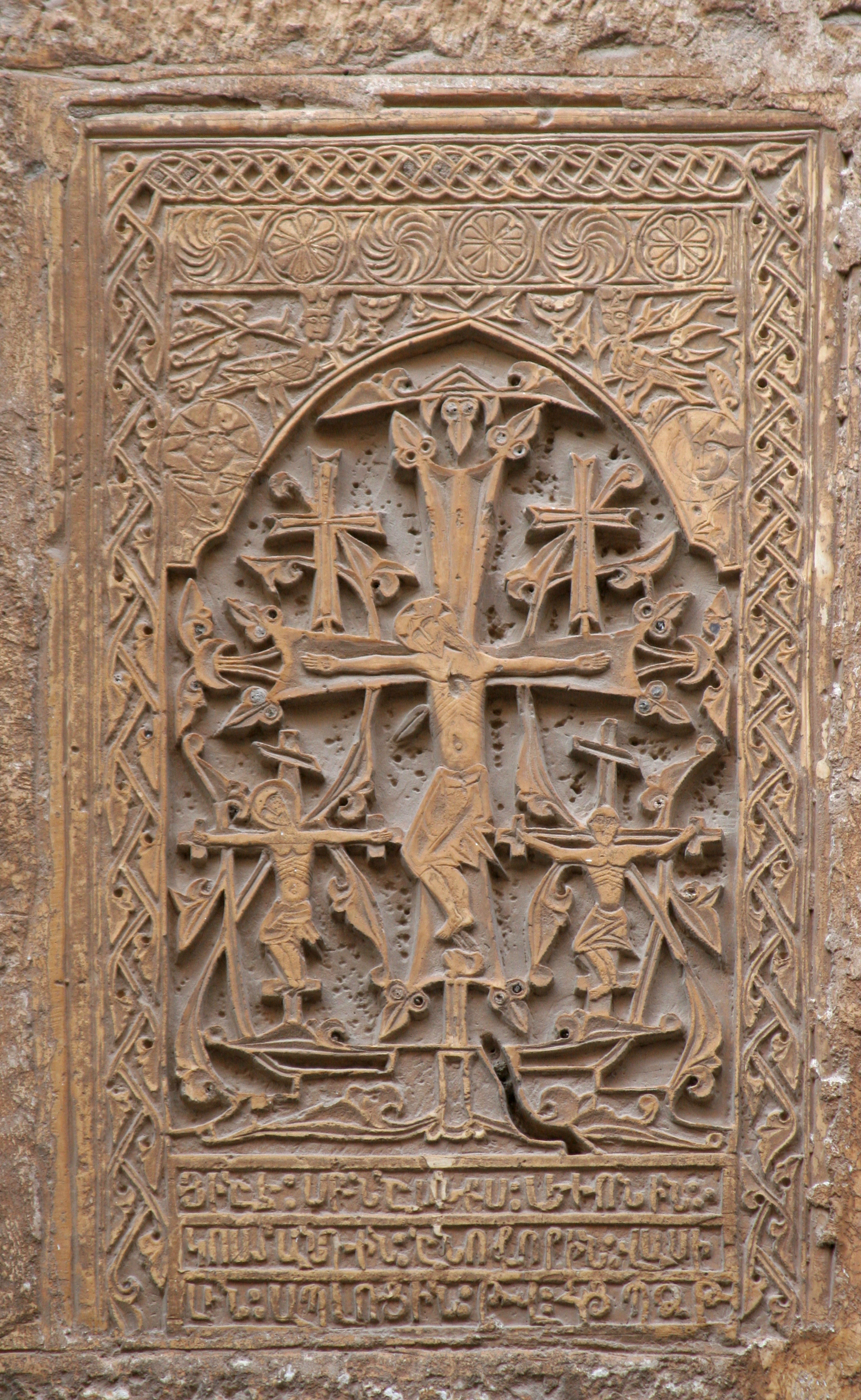
Cruz armenia en la catedral de Santiago, en Jerusalén

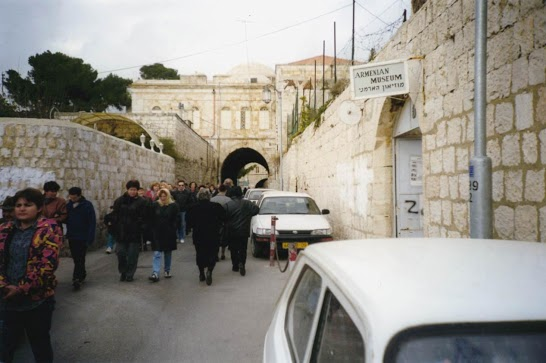
La calle del patriarcado armenio

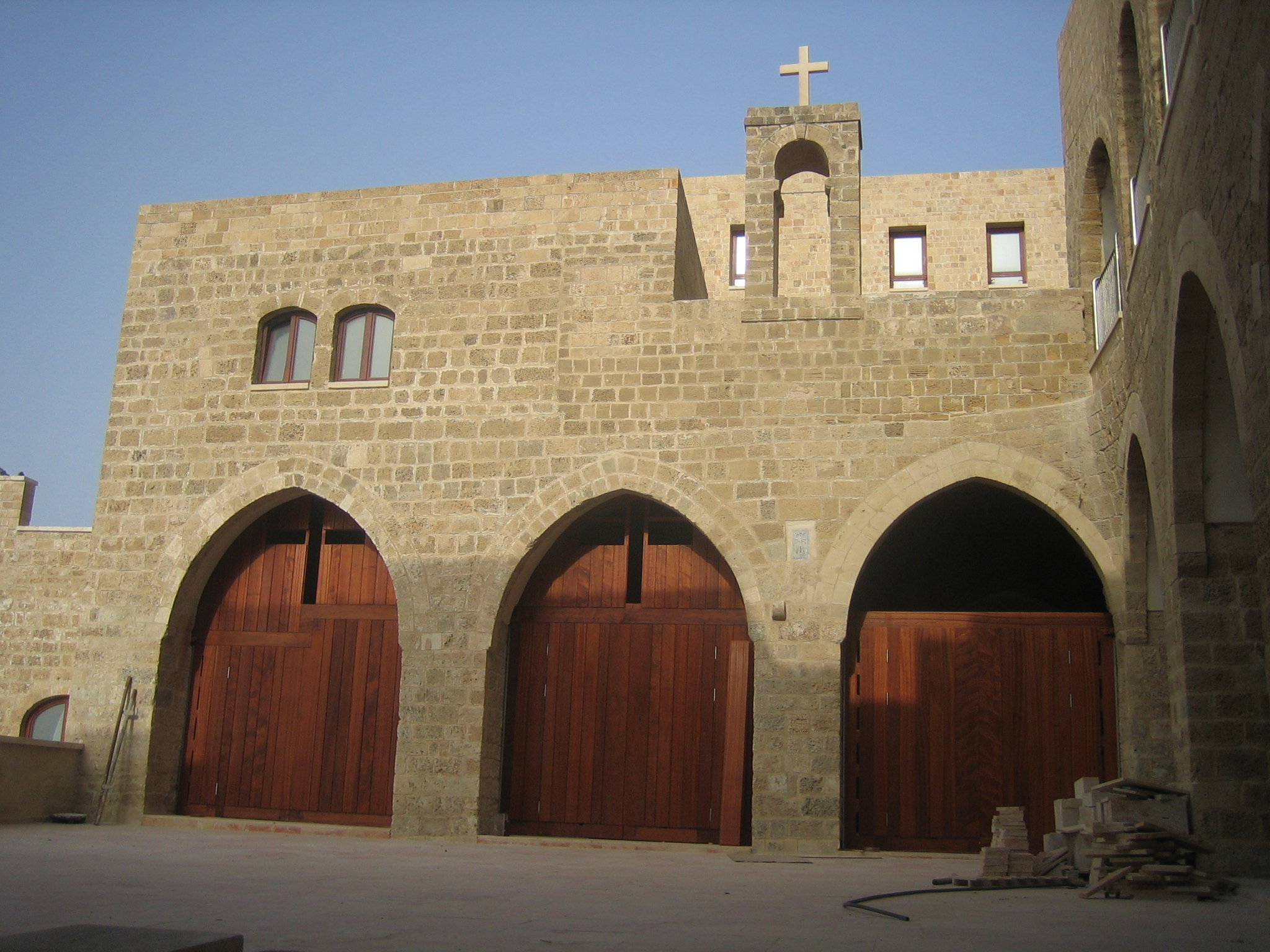
Iglesia armenia del monasterio de San Nicolás en Jaffa

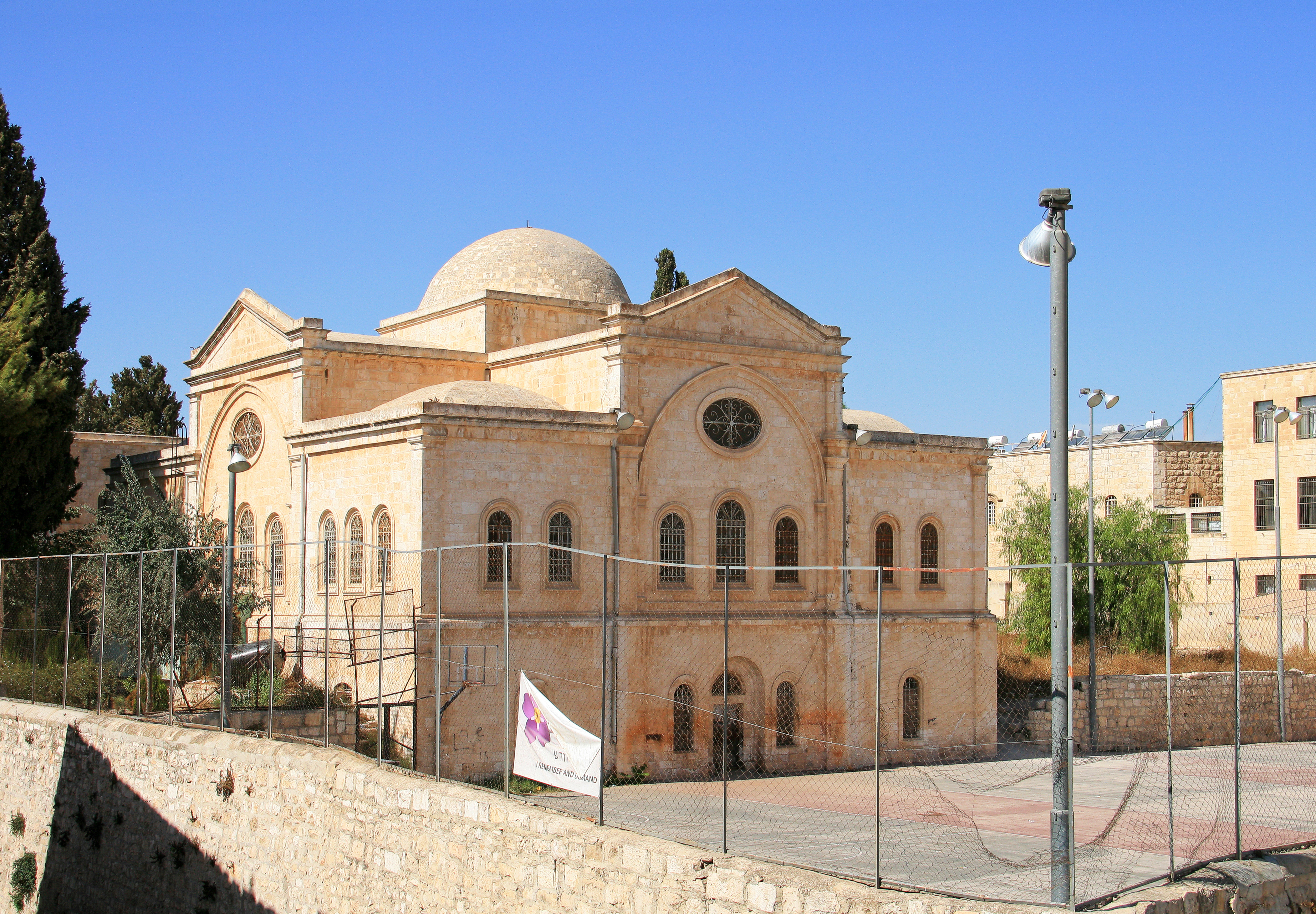
Iglesia de los Santos Arcángeles, en Jerusalén

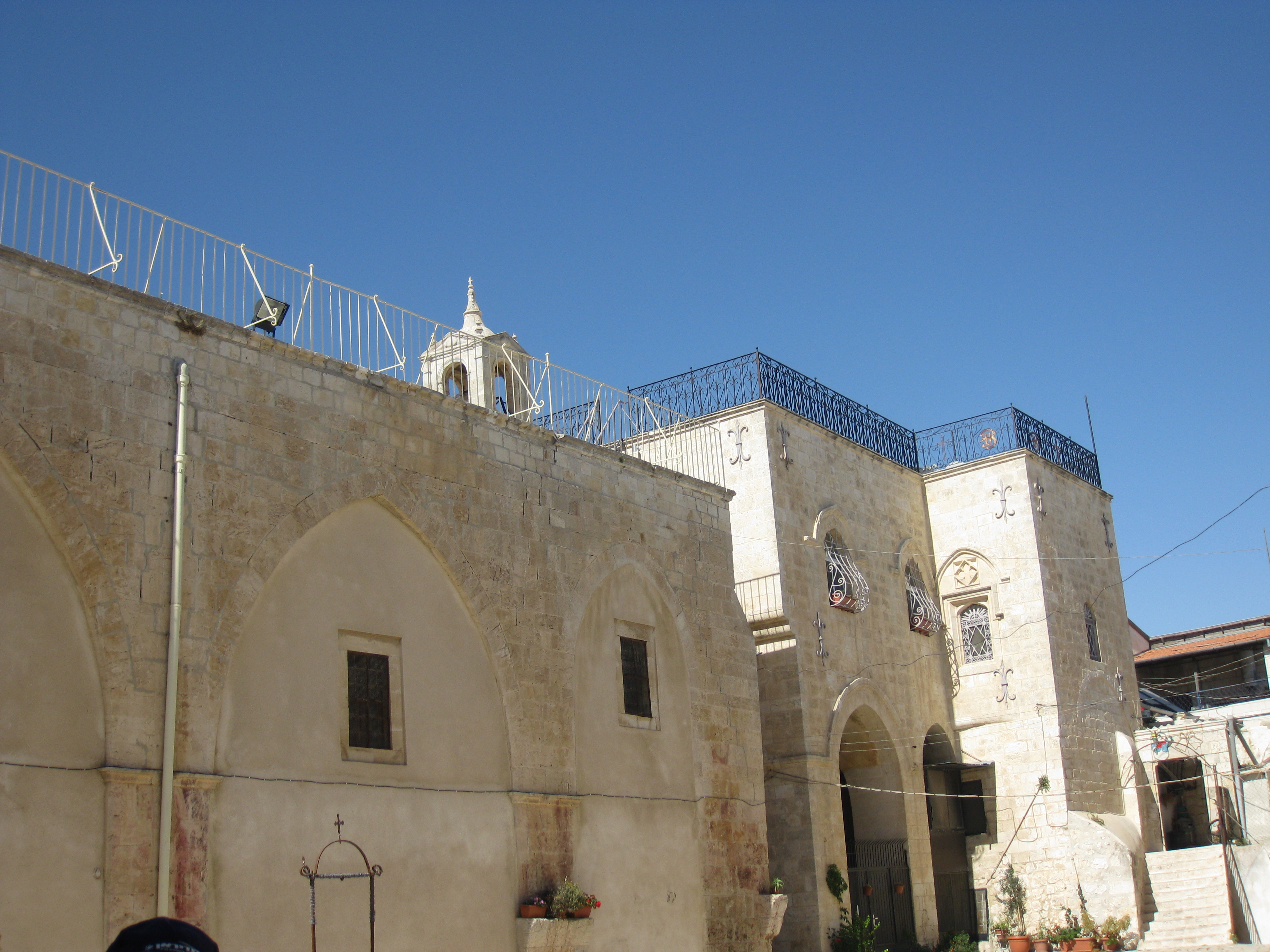
Iglesia de San Toros, en Jerusalén

El patriarcado extiende su jurisdicción sobre los fieles apostólicos armenios en Israel, el Estado de Palestina y Jordania. En la actualidad el número de fieles se encuentra entre 10 000 y 14 000. La comunidad armenia de Jerusalén está compuesta en su mayor parte por refugiados y sobrevivientes del genocidio armenio en Turquía en 1915; la población armenia de Jerusalén llegó a 25 000 personas entonces, pero la inestabilidad política y económica en la región en los años siguientes redujo drásticamente el número. La mayoría de los armenios en Jerusalén hoy viven en y alrededor del monasterio armenio, tan grande que ocupa la mayor parte del barrio armenio de la Ciudad Vieja. Además de Jerusalén, hay comunidades armenias en Yaffa, Haifa y Nazaret y en el Estado de Palestina, específicamente en Cisjordania. Sin embargo, la mayoría de los armenios que anteriormente vivían en Cisjordania han abandonado el país. Existen cuatro parroquias: Jerusalén, Belén, Jaffa y Haifa. 
Las iglesias armenias con jurisdicción plena son: la iglesia de San Elías en Haifa, la iglesia del monasterio de San Nicolás en Jaffa, el monasterio de San Jorge en Ramla y la iglesia armenia de San Tadeo en Amán (Jordania).
El patriarcado goza de un estatus semi-diplomático y es uno de los tres principales guardianes de los Santos Lugares cristianos en Tierra Santa (los otros dos son los patriarcados greco-ortodoxo y latino). Entre estos sitios bajo el control conjunto del patriarcado armenio y otras iglesias, capillas y lugares sagrados se encuentran: la Iglesia del Santo Sepulcro en la ciudad vieja de Jerusalén, la Capilla de la Ascensión en el Monte de los Olivos, la Tumba de la Virgen María en el valle de Getsemaní y la Basílica de la Natividad en Belén.

### Patriarca y Hermandad de Santiago
El patriarca, junto con un sínodo de siete clérigos elegidos por la Hermandad de Santiago, supervisa las operaciones del patriarcado. El patriarca tiene el rango de arzobispo y es el encargado y jefe administrativo del monasterio de Santiago (Surp Hagop) y el representante de la comunidad armenia ante las autoridades políticas en Jerusalén. Es elegido por la asamblea general de la Hermandad de Santiago en Jerusalén, ante la cual es responsable. La elección es confirmada por el catolicós de todos los armenios y por el jefe de Estado que gobierna Jerusalén.
En Jerusalén la comunidad armenia continúa siguiendo el calendario juliano, a diferencia del resto de la Iglesia armenia y otras Iglesias ortodoxas orientales que siguen el calendario juliano revisado. La Iglesia apostólica armenia está oficialmente reconocida bajo el sistema confesional de Israel, por la autorregulación de cuestiones de estatus, como el matrimonio y el divorcio.

### Complejo del patriarcado
El patriarcado armenio de Jerusalén alberga la Hermandad de Santiago, una orden monástica de la Iglesia apostólica armenia con unos 60 miembros en todo el mundo. Dentro del recinto del patriarcado, también se encuentran las residencias privadas de familias armenias. Este enclave residencial fue, en un momento, el complejo individual más grande que albergaba a los armenios y representaba el núcleo demográfico y espiritual de la presencia armenia en Tierra Santa.
El recinto del patriarcado, que impone un estricto toque de queda a las 10 de la noche cuando las enormes puertas están cerradas y bloqueadas hasta la madrugada, también alberga las oficinas administrativas y las residencias del patriarca y el clero. También comprende: la catedral de Santiago, la Iglesia de los Santos Arcángeles y la Iglesia de San Toros (que alberga la preciosa colección de manuscritos armenios iluminados, la segunda más grande del mundo con más de 4000).
Otras instalaciones del patriarcado ubicadas dentro del complejo incluyen: 
- El Seminario Teológico del Patriarcado, un complejo ubicado a cien metros de la entrada del recinto, un regalo de los difuntos filántropos armenio-estadounidenses Alex Manoogian y su esposa Marie Manoogian. Jóvenes armenios de todo el mundo, incluidos los Estados Unidos y Armenia, van allí para estudiar para sacerdotes.
- La Biblioteca Calouste Gulbenkian de más de 100 000 volúmenes, la mitad en armenio y el resto en inglés y otros idiomas europeos.[5] La biblioteca lleva el nombre de su benefactor Calouste Gulbenkian.
- El Museo de Arte y Cultura Armenia Edward y Helen Mardigian, que alberga artefactos históricos y religiosos que incluyen alfombras preciosas, monedas armenias y restos de evidencia de la presencia en el sitio de la Décima Legión de Roma. Lleva el nombre de su benefactor Edward Mardigian.
- Sts. Tarkmanchatz School[6] (en armenio Սուրբ Թարգմանչաց que significa Escuela de Traductores Sagrados), una escuela privada mixta, que es la única que enseña armenio, hebreo, inglés y árabe.

El patriarcado también tiene una imprenta, la primera que se estableció en Jerusalén en 1833, que ahora es capaz de realizar impresiones comerciales en color. Esta fue la primera instalación dentro del complejo armenio en adoptar el concepto de informatización en una escala específica.
El órgano oficial del patriarcado es el periódico Sion (en armenio Սիոն) que lleva el nombre del nombre armenio del monte Sion. Los estudiantes del seminario también publican su propio órgano oficial Hay Yerusaghem (en armenio Հայ Երուսաղէմ que significa la Jerusalén armenia).
Los servicios médicos pagados por una tarifa simbólica se brindan en una clínica donada por el Fondo Médico Jinishian.
También se proporcionan comidas gratuitas a los jubilados ancianos e inválidos y a los miembros indigentes de la comunidad.

## Historia
Durante los primeros siglos del cristianismo muchos monjes armenios vivieron en el desierto de Palestina, mientras que muchos peregrinos armenios viajaron en caravanas para visitar los Santos Lugares a partir del siglo IV. En el siglo VI un grupo de cristianos de rito armenio se asentó en la ciudad de Jerusalén. La Jerusalén bizantina fue conquistada por los ejércitos árabes musulmanes de Umar ibn al-Jattab en 638. Cuando ese años murió el patriarca griego de Jerusalén Sofronio I, los árabes no permitieron la elección de un nuevo patriarca hasta 692. La prohibición bizantina sobre la Iglesia armenia no calcedoniana fue cambiada por los árabes, que les dieron libertad de culto. El califa omeya Omar I (592-644) otorgó mediante una carta en 638 derechos y privilegios a la Iglesia apostólica armenia, que comenzó a nombrar a sus propios obispos para las necesidades de sus propios fieles en Jerusalén, iniciando la serie de obispos que con el tiempo se llamarían patriarcas armenios de Jerusalén.
Después del final del período las cruzadas, los obispos armenios buscaron establecer buenas relaciones con los gobernantes musulmanes. El obispo armenio Sargis I o Sarkis I de Jerusalén (mandato de 1281 a 1313) se reunió con el sultán mameluco Malik Nasr en Egipto y posteriormente regresó a su comunidad en Jerusalén, con la esperanza de marcar el comienzo de un período de paz para su pueblo después de las cruzadas. En la década de 1340, a los armenios se les permitió construir un muro alrededor de su barrio. El gobierno mameluco también grabó una declaración de protección en árabe en la entrada occidental del barrio. Según una interpretación generalizada desde el siglo XVIII, el patriarcado surgió de la oposición de los monjes del monasterio de Santiago de Jerusalén a las resoluciones latinizadoras y amistosas del Sínodo de Sis de 1307 con la Iglesia católica en el Reino armenio de Cilicia. El obispo Sarkis, se dice que fue elevado a la categoría de catolicós de los armenios y en 1311 fue reconocido como patriarca por Malik Nasr, aunque faltan fuentes históricas que validen esa tradición. A pesar de todas las reservas sobre la unificación de los armenios de Cilicia con Roma, históricamente no hubo una ruptura formal entre Jerusalén por un lado y el catolicós de Sis y los reyes armenios de Armenia Menor por el otro. En los siglos XV y XVI el patriarcado de Jerusalén mantuvo estrechas relaciones con los catolicós de Cilicia y solo quedó bajo la jurisdicción de los catolicós de Echmiadzin en el siglo XIX. 
El barrio armenio en ese período siguió con constantes y pequeñas expansiones y consolidaciones. En la década de 1380 el patriarca Krikor IV construyó un comedor para sacerdotes frente a la catedral de Santiago. Hacia 1415 los armenios compraron el olivar del monte de los Olivos, el huerto de Getsemaní. En 1439 los armenios fueron expulsados por los griegos de la capilla del Gólgota en la iglesia del Santo Sepulcro, pero el patriarca Mardiros I (1412-1450) compró la zona opuesta como compensación y la nombró segundo Gólgota, que permanece en posesión del patriarcado hasta el día de hoy. Debido a los derechos de la Iglesia armenia en la Capilla del Gólgota, en las procesiones de la tarde en el Santo Sepulcro, la Iglesia armenia tiene liturgia allí.
En 1516 los otomanos expulsan de Jerusalén a los mamelucos y el patriarcado armenio de Jerusalén quedó sujeto al patriarca armenio de Constantinopla en todo lo referente a la jurisdicción civil de acuerdo al sistema de millet.
El patriarca Eghiazar en 1644 se declaró a sí mismo por un corto período de tiempo como catolicós de toda la Iglesia armenia.
De 1704 a 1715 la sede patriarcal fue unida a la de Constantinopla, que designó obispos coadjutores para gobernarla. En 1716 el sultán otomano confirmó la decisión sinodal de separar nuevamente ambos patriarcados.
En el siglo XVII a los armenios se les permitió, después de muchos ruegos, ampliar el monasterio de Santiago. Al mismo tiempo, el patriarca armenio Hovhannes VII compró una gran parcela de tierra al sur de la catedral de Santiago, llamada Cham Tagh. En 1752 el patriarcado estaba ocupado renovando todo el barrio y en 1828 se llevaron a cabo más renovaciones después de un terremoto. En 1850 se completó el complejo del seminario en el extremo sur del convento de Santiago.
En 1852 el sultán otomano Abdülmecit I reconoció el statu quo respecto de la propiedad de los Santos Lugares de Tierra Santa a las Iglesias ortodoxa, católica y armenia.
En 1833 los armenios establecieron la primera imprenta de la ciudad y abrieron un seminario teológico en 1843. En 1866 los armenios habían inaugurado el primer estudio fotográfico y su primer periódico en Jerusalén. En 1908 la comunidad armenia construyó dos grandes edificios en el lado noroeste de la Ciudad Vieja, a lo largo de la calle Jaffa.
A medida que la diáspora armenia se extendió por Europa y América, armenios ricos hicieron donaciones para la prosperidad y continuidad del patriarcado. El magnate y filántropo del petróleo Calouste Gulbenkian dotó la Biblioteca Gulbenkian en el barrio armenio que fue nombrada en agradecimiento en su nombre, que hoy alberga una gran colección de manuscritos armenios antiguos que incluyen un sinfín de copias de los diversos firmans, edictos otomanos que otorgaron protección y derechos al barrio armenio bajo el dominio musulmán.
El patriarca de Constantinopla, Malachia Ormanian, en su libro The Church of Armenia: her history,... cuyo prefacio en francés está fechado el 1 de junio de 1910, dejó una cuadro detallado de las prelacías del patriarcado.
| Prelacía          | Jerarca   | Parroquias | Iglesias | Apostólicos | Católicos | Total de armenios cristianos apostólicos y católicos | Jurisdicción                                                                           |
| ----------------- | --------- | ---------- | -------- | ----------- | --------- | ---------------------------------------------------- | -------------------------------------------------------------------------------------- |
| Jerusalén         | patriarca | -          | 10       | 3000        | 200       | 3200                                                 | Mutasarrifato de Jerusalén (excepto la kaza de Jaffa) y mutasarrifato del Monte Líbano |
| Joppa (o Jaffa)   | prelado   | 2          | 3        | 1000        | 200       | 1200                                                 | Mutasarrifato de Jerusalén (solo la kaza de Jaffa)                                     |
| Damasco           | prelado   | 4          | 1        | 2000        | -         | 2000                                                 | Valiato de Siria                                                                       |
| Berito (o Beirut) | prelado   | 4          | 4        | 1000        | 300       | 1300                                                 | Valiato de Beirut                                                                      |
| Total             | -         | 10         | 18       | 7000        | 500       | 7500                                                 |                                                                                        |

Con el fin de eliminar los vínculos entre los armenios otomanos y la sede de Echmiadzin, el Gobierno de los Jóvenes Turcos unificó por ley las sedes armenias de Constantinopla, Cilicia y Jerusalén en 1916 a favor de un patriarcado-catolicosado de nueva creación de todos los armenios otomanos con sede en Jerusalén (de 1516 a diciembre de 1917 bajo el dominio otomano y con sede patriarcal vacante desde 1910). Para el nuevo cargo Sahag II Khabayan de Cilicia fue nombrado por el Gobierno como el primer patriarca catolicós en 1916, pero ante la inminente caída de la ciudad en manos británicas, en 1917 fue deportado de Jerusalén a Damasco. Una vez liberada Palestina del control otomano, en 1921 Yeghishe I Tourian fue elegido patriarca por la asamblea nacional del patriarcado armenio de Constantinopla, en donde residía. Las autoridades británicas rechazaron la elección y poco después Tourian fue elegido por los armenios de Jerusalén y se le permitió establecerse en la ciudad, finalizando la sede vacante de once años y recuperando el patriarcado su autonomía civil respecto del patriarca armenio de Constantinopla. El nuevo patriarca envió a tres sacerdotes a Echmiadzin para ser ordenados obispos por el catolicós.
En la década de 1920 la mayor parte del barrio armenio tenía techos a dos aguas de estilo europeo en contraposición a las cúpulas preferidas en el barrio musulmán. En 1922 los armenios constituían el 8% de los cristianos de Jerusalén, lo que eleva su número total a unas 2480 personas. También se observa que los no armenios encontraban consuelo en la protección del recinto amurallado armenio. En las décadas de 1930 y 1940, el barrio armenio experimentó más renovaciones.

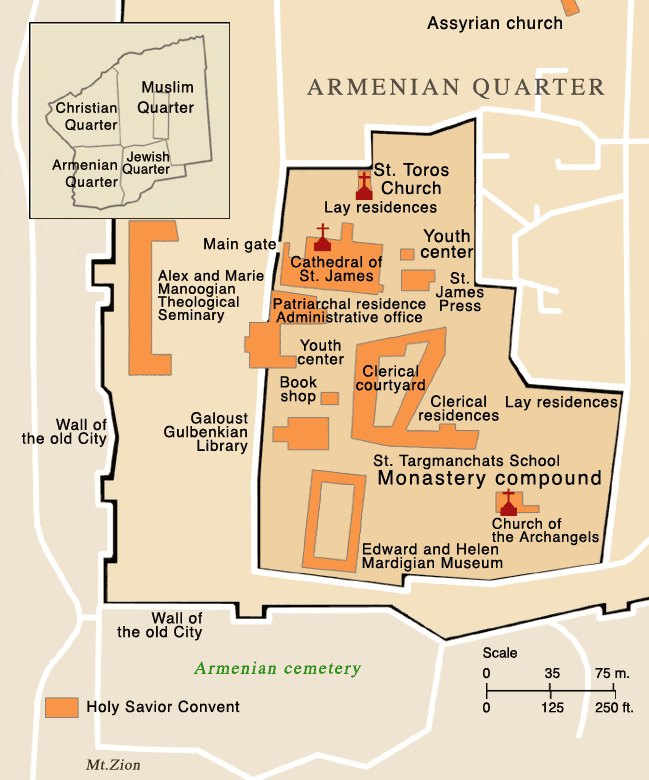
Mapa del barrio armenio de Jerusalén con la catedral de Santiago y las instalaciones del patriarcado

Hasta 1929 el patriarcado tenía 4 prelacías:
- Prelacía patriarcal de Jerusalén
- Metropolitanato de Latakia
- Metropolitanato de Damasco
- Metropolitanato de Beirut

Para preservar el catolicosado de la Gran Casa de Cilicia luego de su expulsión de Cilicia durante el genocidio armenio, en 1929 a petición del catolicós Sahak II de Cilicia el patriarca Yeghishe I Tourian aceptó cederle casas de albergue en Siria y Líbano y además le transfirió las diócesis de Damasco, Beirut y Latakia. Para ello contó con la recomendación del catolicós Kevork de Echmiadzin. El patriarcado quedó reducido a la sola sede patriarcal.
El final de la Segunda Guerra Mundial también acarreó la división del Mandato de Palestina y el establecimiento en 1948 del Estado de Israel. El número de armenios que residían en ese momento en Tierra Santa ascendía a unos 8000. Los armenios que vivían en Haifa y Jaffa, que se convirtieron en parte de Israel, obtuvieron la ciudadanía israelí. La gran mayoría de los armenios palestinos vivían en el barrio armenio, por lo que el patriarcado armenio y sus propiedades quedaron bajo el dominio de Jordania.
La comunidad armenia se redujo aún más después de la Guerra de los Seis Días y la ocupación israelí de 1967, y muchos emigraron a Jordania y algunos a Europa y Estados Unidos, dejando entre 2000 y 3000 en Jerusalén y Cisjordania.

## Episcopologio

### Obispos de Jerusalén
- Abraham I		(638-669)
- Gregorio I Yetesati 	(669-696)
- Kevork 		(696-708)
- Makerdich I	 	(708-730)
- Juan I 		(730-758)
- Esteban 		(758-774)
- Elías 		(774-797)
  - Desconocidos
- Abraham II 		(885-909) 
  - Desconocidos
- Gregorio II 		(981-1006)
- Arsen 		(1006-1008)
- Mesrob I 		(1008) 
  - Desconocidos
- Simeón I		(1090-1109)
- Moisés I		(1109-1133)
- Isaías I		(1133-1152)
- Sahag 		(1152-1180)
- Abraham III 		(1180-1191)
- Mina I 		(1191-1205)
- Abraham IV 		(1215-1218)
- Arakel 		(1218-1230)
- Juan II	 	(1230-1238)

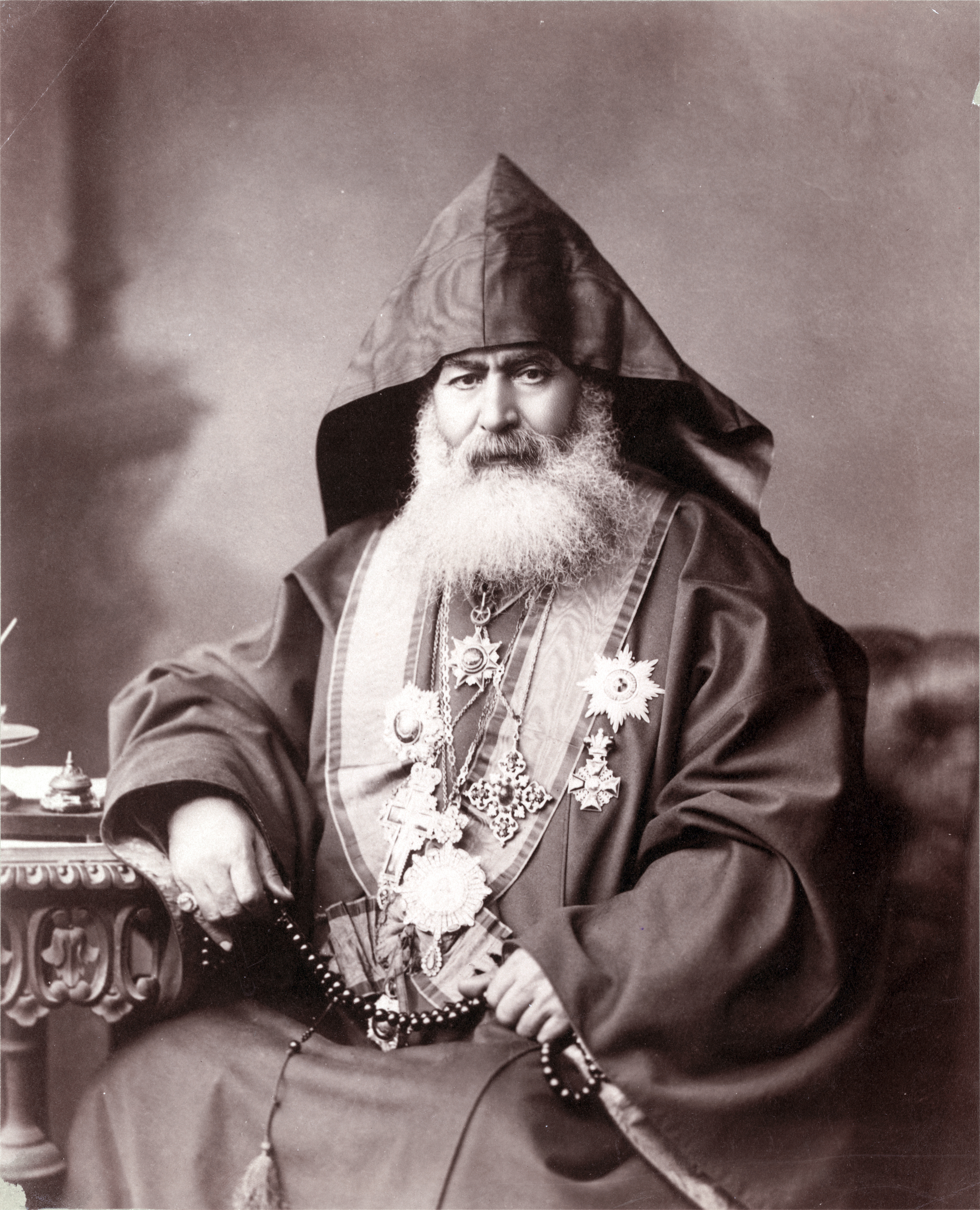
Harootiun Vehabedian, patriarca armenio de Jerusalén, 1900 (Library of Congress).

- Garabed I de Jerusalén 	(1238-1254)
- Jacob I	 	(1254-1281)
- Sarkis 		(1281-1311)

### Patriarcas de Jerusalén
- Sarkis 		(1311-1313)
- Teodoro I		(1313-1316)
- David I		(1316-1321)
- Boghos I		(1321-1323)
- Vertanes I Areveltzi 	(1323-1332)
- Juan III Josleen	(1332-1341)
- Parsegh 		(1341-1356)
- Gregorio III		(1356-1363)
- Giragos 		(coadjutor)
- Mgrdich 		(1363-1378)
- Juan Lehatzee 	(1378-1386)
- Gregorio IVde Egipto 	(1386-1391)
- Isaías II		(1391-1394)
- Sarkis 		(1394-1415)
- Mardiros 		(1399, coadjutor)
- Mesrob 		(1402, coadjutor)
- Boghos II Karnetzi 	(1415-1419)
- Mardiros Ide Egipto 	(1419-1430)
- Mina 			(1426, coadjutor)
- Esayee III		(1430-1431)
- Juan IV 		(1431-1441)
- Abraham V Missirtzee 	(1441-1454)
- Mesrob 	II		(1454-1461)
- Pedro I			(1461-1476)
- Makerdich II Elovtzee 	(1476-1479)
- Abraham VI Pereeahtzee 	(1479-1485)
- Juan V Missirtzee 	(1485-1491)
- Mardiros II Broosatzee 		(1491-1501)
- Pedro II 				(1501-1507)
- Sarkis 				(1507-1517)
- Juan VI	 			(1517-1522)
- Teodoro II Asdvadzadoor Merdeentzee 	(1532-1542)
- Felipe 				(1542-1550)
- Teodoro II Asdvadzadoor Merdeentzee 	(1550-1551)
- Andrés Merdeentzee			(1551-1583)
- David II Merdeentzee 			(1583-1613)
- Gregorio V Kantzagehtzee 		(1613-1645)
- Teodoro III Asdvadzadoor Daronetzee 	(1645-1664)
- Eliazar Hromglayetzee (coadjutor) 	(1664-1665)
- Teodoro III Asdvadzadoor Daronetzee 	(1665-1666)
- Eliazar	 			(1666-1668)
- Teodoro III Asdvadzadoor Daronetzee 	(1668-1670)
- Eliazar (2˚ vez)			(1670-1677)
- Mardiros III Khrimtzi 		(1677-1680)
- Juan VII Amasyatzee 			(1680)
- Mardiros III Khrimtzi (2˚ vez) 	(1681-1683)
- Lay Locum Tenens 			(1683-1684)
- Juan VIII Bolsetzi 			(1684-1697)
- Simeón II				(1688-1691) 
  - Sede vacante			(1691-1696)
- Mina II Hamtetzi 			(1697-1704)
- Kaloosd Hetoontzi 			(coadjutor)
- Gregorio (coadjutor) 			(1704-1715)
- Gregorio VI Shiravantzee (Chainbearer) 	(1715-1749)
- Jacob II Nalian 				(1749-1752)
- Teodoro IV				(1752-1761)
- Garabed II Tantchagetzee 		(1761-1768)
- Boghos II Vanetzee 			(1768-1775)
- Juan IX Kanapertzee 			(1775-1793)
- Pedro III Yevtogeeyatzee 		(1793-1800)
- Teodoro IV Vanetzi 			(1800-1818)
- Gabriel Neegomeetatzee 		(1818-1840)
- Zacarías Gopetzi 			(1840-1846)
- Giragos de Jerusalén 		(1846-1850)
- Juan X de Esmirna 		(1850-1860)
- Vertanes II Locum Tenens 		(1860-1864)
- Isaías de Talas 			(1864-1885)
- Jeremías Der Sahagian 		(1885-1889)
- Harootiun Vehabedian 		(1889-1910) 
  - Sede vacante			(1910-1921)
- Yeghishe I Tourian 		(1921-1929)
- Torkom I Koushagian 		(1929-1939)
- Mesrob III Nishanian 		(1939-1944)
- Guregh Israelian 			(1944-1949) 
  - Sede vacante 			(1949-1957)
- Tiran Nersoyan 			(1957-1958) 
  - Sede vacante			(1958-1960)
- Yeghishe II Derderian 		(1960-1990)
- Torkom II Manoogian 		(1990-2012)
  - Sede vacante (2012-2013)
- Nurhan Manoogian                      (desde 2013)